# Хатыгын-Уэлете
Хатыгын-Уэлете (также Хатыгын-Юёлэтэ) — река в Якутии, левый и наиболее крупный приток реки Уэле. Длина реки — 171 км, площадь водосборного бассейна — 2270 км². Исток реки находится в центральной части Северо-Сибирской низменности на высоте более 77 м. Течёт по тундровой зоне, протекая через Оленёкский район и Анабарский улус. Преимущественное направление течения реки — на север. В верхнем течении Хатыгын-Уэлете активно меандрирует. Впадает в Уэле по левому берегу в 227 км от устья последней на высоте 13 м над уровнем моря.
В бассейне реки множество озёр, в основном небольшого размера.
Основные притоки (от устья, в скобках указана длина в км):
- 29 км пр: Боронготолох (24)
- 62 км лв: Люндюге (84)
- 68 км лв: Теле-Билир (44)
- 121 км лв: Дырыян (27)
- 131 км пр: Куохара (15)